# Спекс, Жак
Жак Спекс (нидерл. Jacques Specx; 1585, Дордрехт — 22 июля 1652 года, Амстердам) — нидерландский торговец и путешественник, седьмой генерал-губернатор Голландской Ост-Индии. Способствовал установлению торговых отношений Нидерландов с Японией и Кореей.

## Биография

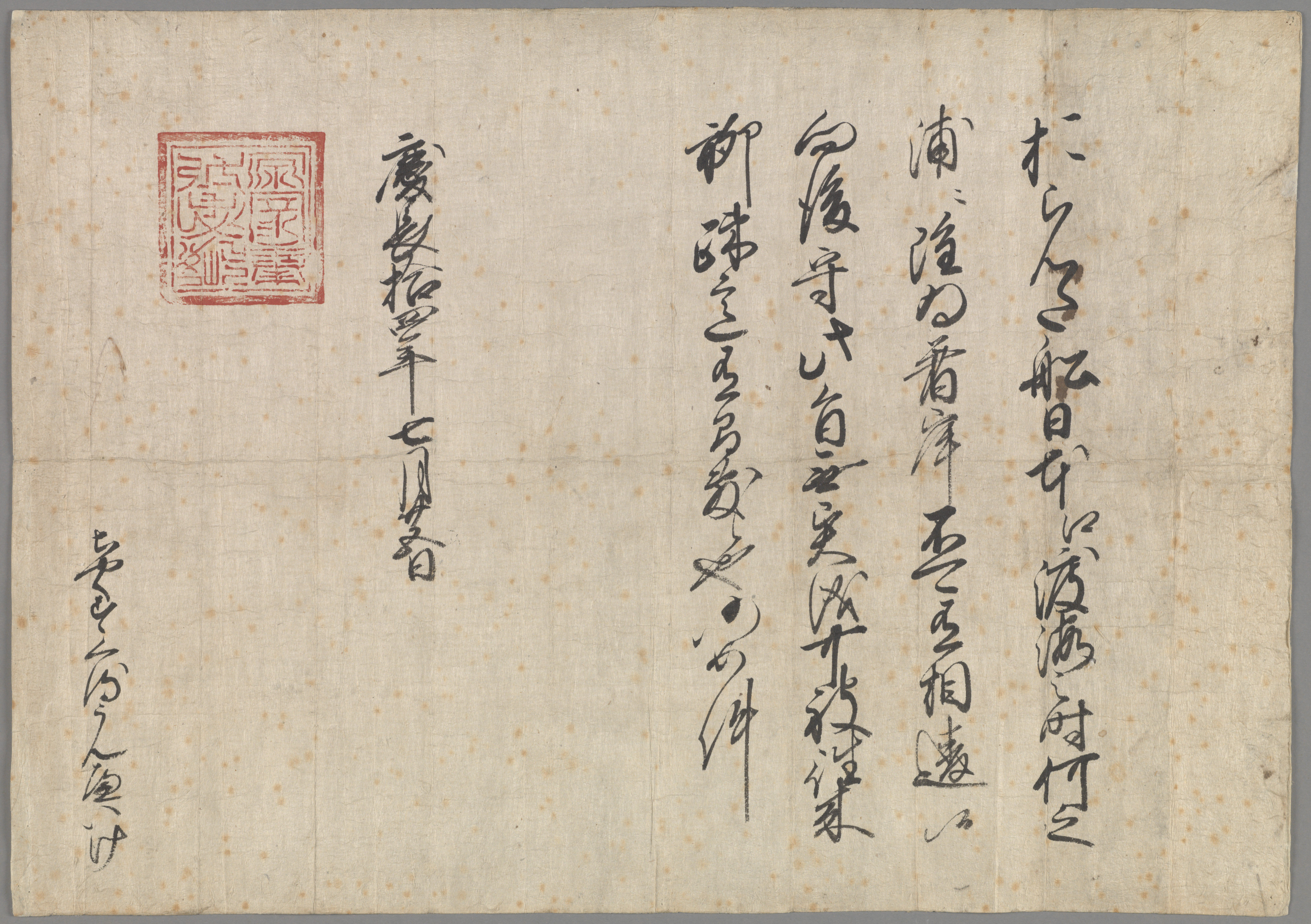
Нидерландско-японский торговый договор 1609 года

О ранних годах жизни Жака Спекса сведений не сохранилось.
В 1607 году одиннадцать нидерландских кораблей под командованием Питера Виллемса Верхуфа (нидерл. Pieter Willemsz. Verhoeff) отплыли с острова Тексел в Бантам. После прибытия в Бантам два судна (19-пушечный «Грифон», нидерл. De Griffioen и 26-пушечный «Красный лев со стрелами», нидерл. Roode Leeuw met Pijlen) направились к берегам Японии, с целью установить дипломатические и торговые отношения с этой страной. Командовали кораблями старшие купцы Абрахам ван дер Брук (нидерл. Abraham van den Broeck) и Николас Пёйк (нидерл. Nicolaas Puyck) и младший купец Жак Спекс. Точный состав делегации неизвестен; известно лишь, что переводчиком в ней состоял Сантвурт, Мельхиор ван (нидерл. Melchior van Santvoort), прибывший в Японию за несколько лет до этого и работавший купцом в Нагасаки. Согласно нидерландско-японскому договору, сёгун Токугава Иэясу предоставлял нидерландским мореплавателям право свободного захода во все порты Японии.
В 1610 году корабль Спекса посетил Корею, с которой путешественникам также удалось наладить торговые отношения.
С 1629 по 1632 годы Спекс был генерал-губернатором Голландской Ост-Индии.

Картина Рембрандта «Похищение Европы» (1632)

Под конец жизни Жаку Спексу принадлежало пять работ Рембрандта, в числе которых была картина «Похищение Европы», написанная в 1632 году. Американский искусствовед Гэри Шварц предположил, что сюжет картины представляет собой аллегорию, прославляющую торговое предприятие Спекса по поставке азиатских товаров, «заманивающее сокровища Азии на корабли, отплывающие в Европу».